# Odenthal
Odenthal är en kommun och ort i Rheinisch-Bergischer Kreis i Regierungsbezirk Köln i förbundslandet Nordrhein-Westfalen i Tyskland.